# Tecolotito (Nuevo México)
Tecolotito es un lugar designado por el censo ubicado en el condado de San Miguel en el estado estadounidense de Nuevo México. En el Censo de 2010 tenía una población de 232 habitantes y una densidad poblacional de 125,28 personas por km².

## Geografía
Tecolotito se encuentra ubicado en las coordenadas 35°13′51″N 105°9′47″O / 35.23083, -105.16306. Según la Oficina del Censo de los Estados Unidos, Tecolotito tiene una superficie total de 1,85 km², de la cual 1,85 km² corresponden a tierra firme y (0%) 0 km² es agua.

## Demografía
Según el censo de 2010, había 232 personas residiendo en Tecolotito. La densidad de población era de 125,28 hab./km². De los 232 habitantes, Tecolotito estaba compuesto por el 69,4% blancos, el 0% eran afroamericanos, el 0% eran amerindios, el 0% eran asiáticos, el 0% eran isleños del Pacífico, el 28,88% eran de otras razas y el 1,72% pertenecían a dos o más razas. Del total de la población el 91,81% eran hispanos o latinos de cualquier raza.